# Тяжёлые крейсера типа «Пенсакола»
«Пенсакола» — тип тяжёлых крейсеров флота США. Всего построено 2 единицы: «Пенсакола» (CA-24 Pensacola) и «Солт-Лейк-Сити» (CA-25 Salt Lake City). Первые тяжёлые крейсера американского флота. Потоплены в 1946 году у атолла Бикини в процессе испытаний атомных бомб «Перекресток».

## История создания
Американцы считали, что их крейсера должны превосходить «Хокинс», так как Великобритания числилась вероятным противником. Так же реальную угрозу представляет и Япония, а потому учли специфику Тихоокеанского театра — это означало большую дальность плавания.
Проект разработан в 1926 году с учётом ограничения нормального водоизмещения величиной — не более 10 000 т, определённого Вашингтонским договором 1922 года для крейсеров, в целях эффективного противодействия японским крейсерам на океанских коммуникациях.

## Конструкция
Проект был разработан в марте 1925 года. Он предусматривал десять 203-мм орудий, скорость 31,2 узла и бронирование массой 773 тонны. Расчёты показывали, что водоизмещение корабля будет меньше разрешенных 10 000 дл. тонн, а потому добавили ещё 250 тонн на бронирование корабля, которые пошли на усиление бронирования погребов. Получилось, что крейсера относительно неуязвимы для 152 мм снарядов, но 203-мм снаряды пробивали пояс в районе машин с дистанции 120 каб, а палубу на расстояниях более 80 каб. Так как развитие систем центральной наводки сделало такие дистанции боя для 203-мм снарядов вполне реальными, это вызвало определённое беспокойство. Проект оказался плохо проработан. Проектное водоизмещение составляло 9754 дл. тонны, но после достройки выяснилось, что крейсера сильно недогружены (стандартное водоизмещение «Пенсаколы» составило 9100 дл. тонн, «Солт-Лейк-Сити» — 9097 дл. тонн).
Верхняя палуба гладкопалубного корпуса, предпочтительного с точки зрения прочности, имела значительную седловатость и значительный подъём к форштевню. В носу высота надводного борта при нормальном проектном водоизмещении (11 568 дл. т) составляла 8,73 м, в корме 4,88 м.
Корпус набирался по поперечной схеме. Корпус имел в основном клёпанную конструкцию, хотя в значительных объёмах применялась и сварка — все неответственные конструкции были сварные.
Метацентрическая высота на испытаниях крейсера «Солт-Лейк-Сити» на стабильность составила 1,69 м при полной нагрузке (11 512 дл. т), 1,65 м при загрузке в 2/3 от полной (10 666 дл. т), что на четверть метра больше проектной. В результате крейсера имели избыточную остойчивость и оказались подвержены сильной качке. Были спешно увеличены скуловые кили, установлена дополнительная защита надстроек для снижения метацентрической высоты и переделали две топливные цистерны в пассивные успокоители качки, так же запланировали установку дополнительных зенитных орудий. В результате принятых мер к декабрю 1933 года метацентрическая высота уменьшилась (при уменьшении МВ корабль становится более устойчивым на волнении — сокращается частота и амплитуда качки, что благоприятно сказывается на точности огня), и составляла 1,20 м при нормальном водоизмещении (10 967 дл. т) и 1,29 м при полном (11 814 дл. т). В 1943 году, за счёт установки дополнительного вооружения и оборудования, метацентрическая высота при полном водоизмещении (12 720 дл. т) уменьшилась до 1,14 м.

### Энергетическая установка
В состав силовой установки входили восемь водотрубных котлов конструкции Уайт-Форстер, изготовленных фирмой Babcock & Wilcox Co. Схема размещения установки — эшелонная. Котлы производили пар под рабочим давлением 21,1 кГ/см² и для экономии веса не имели пароперегревателей.
Пар из котлов питал четыре низкооборотные турбины типа Parsons с одноступенчатыми редукторами, общей мощностью 107 000 л. с., которые должны были обеспечивать ход 32,5 узла при 366 об/мин. Турбины приводили во вращение четыре трёхлопастных гребных винта диаметром 3,66 м. Масса силовой установки составила 1765 дл. тонны (удельный вес — 16,5 кг/л. с.). Нормальный запас топлива составил 1411 дл. тонн, полный — 2116 дл. тонн мазута (при заполнении всех возможных цистерн {вперегруз} СА-24 — 3052, СА-25 — 2895 тонн нефти). Проектная дальность составляла 10 000 морских миль 15-узловым ходом. «Солт-Лейк-Сити» в 1945 году на ходу 15 узлов могли пройти 7020 миль, при скорости 20 узлов — 5000 миль при запасе топлива 2115 дл. тонн.
Крейсера имели два турбогенератора мощностью по 250 кВт и два по 200 кВт.
Аварийное освещение работало от аккумуляторных батарей.

### Вооружение

#### Главный калибр
Необычной чертой расположения вооружения было то, что строенные орудийные установки были установлены выше сдвоенных. Это было сделано потому, что большой барбет трёхорудийной башни не вписывался в острые обводы носовой части. Строенная весила 250,6 т, сдвоенная — 189,6 т. Орудия располагались в одной люльке, слишком близко друг к другу, с расстоянием между осями 1,14 м. Крейсер был вооружен 203/55 мм орудиями Mk 9, которые при угле возвышения 41° имели дальность стрельбы 159 каб. Масса снаряда — 118 кг. Начальная скорость — 853 м/сек. Общая длина орудия составляла 11,2 м, масса — 30,3 т. Живучесть ствола 400 выстрелов. Техническая скорострельность составляла пять с половиной выстрелов в минуту. Практическая скорострельность составляла три-полтора выстрела. Скорострельность во время боёв была ещё ниже — 0,5…1,2 выстрела в минуту.
СУО вычисляла данные стрельбы для скоростей снарядов 701, 823 и 914 м/с.

#### Универсальный калибр
127-мм/25 пушка была первой крупнокалиберной зениткой, созданной для американского флота в середине 20-х, и на то время обладала прекрасными характеристиками, но к началу войны была уже не новым орудием, уступавшим по характеристикам иностранным аналогам (малая досягаемость, недостаточная скорость наведения, слишком тяжёлый унитарный выстрел). Наведение 127-мм/25 Marks 10 в горизонтальной и вертикальной плоскости производилось вручную. Максимальная скорострельность могла составлять 15 выс./мин. Крейсера первоначально несли четыре таких орудия. Боезапас при нормальном водоизмещении 1800 выстрелов на корабль, но погреба были на 2200 зенитных и 600 осветительных патронов, при установке дополнительных орудий погреба ещё расширили на 3000 выстрелов. Для тренировки расчётов на крейсера имелся тренажёр заряжания Mk 8.
| Зенитная артиллерия крейсеров          | Зенитная артиллерия крейсеров | Зенитная артиллерия крейсеров | Зенитная артиллерия крейсеров |
| Орудие                                 | 5in Mk. 10                    | 4"/45 QF Mark XVI             | 127-мм/40 Тип 89              |
| -------------------------------------- | ----------------------------- | ----------------------------- | ----------------------------- |
| Калибр, мм                             | 127                           | 102                           | 127                           |
| Длина ствола, калибров                 | 25                            | 45                            | 40                            |
| Масса орудия, кг                       | 1937                          | 2039                          | 3060                          |
| Скорострельность, в/мин                | 15                            | 16 — 20                       | 12 — 16                       |
| Вес патрона, кг                        | 36,3                          | 28,8                          | 34,3                          |
| Вес снаряда, кг                        | 24,43                         | 15,88                         | 23                            |
| Начальная скорость, м/с                | 657                           | 811                           | 720                           |
| Максимальная дальность, м              | 13 259                        | 18 150                        | 14 800                        |
| Максимальная досягаемость по высоте, м | 8352 (6500)                   | 11 890                        | 9400 (7400)                   |
| Живучесть ствола                       | 3000                          | 600                           | 1500                          |

Лёгкое зенитное вооружение состояло только из восьми 12,7-мм пулемётов Браунинга.
Корабли для проведения салютов получили две 47-мм пушки Гочкиса, располагавшихся на надстройке побортно на уровне шпангоута 47.

#### Авиационное вооружение
Авиационное вооружение в 30-е годы считалось важной частью боевой мощи крупного надводного корабля. На типе «Пенсакола» могли находились четыре гидросамолета, но крейсера не имел ангара. Две пороховые катапульты разгоняли самолёт массой до 3,7 тонны до скорости 105 км/ч.
Тактико-технические характеристики по состоянию на 1941 год
Водоизмещение :
«Пенсакола» — стандартное 9805 дл. тонн, полное — 12 321 дл. тонны.
«Солт-Лейк-Сити» — стандартное 10 051 дл. тонн, полное — 12 716 дл. тонн.
Размерения — 173,7/178,5×19,9×5,9 метра
Энергетическая установка: 4 ТЗА, 107 000 л. с.
Скорость — 32,5 узла.
Практическая дальность плавания — 7460 морских миль 14-узловым ходом.
Бронирование: пояс — 63,5 — 102 мм; траверзы — 63,5 — 25 мм; палуба — 25 — 45 мм; башни — 63,5 — 19 мм; барбеты — 19 мм; рубка — 32 мм.
Вооружение — 2 × 3 и 2 × 2 — 203-мм/55, 8 × 1 — 127-мм/25, 2 × 4 — 28-мм/75, 2 катапульты, 4 гидросамолёта.
Экипаж — 1054 человека

## Модернизации
В середине 30-х годов с крейсеров в соответствии с новой тактической концепцией были сняты торпедные аппараты. В 1936 году вырезы в бортах там, где ранее стояли торпедные аппараты, были заделаны. Топливные цистерны, переоборудованные в пассивные успокоители качки, снова переделали для хранения топлива. В 1940 году на «Пенсаколе» установили экспериментальный радиолокатор модели CXAM. Перед войной крейсера получили ещё по четыре 127-мм/25 орудия. В ноябре 1941 на крейсерах были установлены два счетверённых 28-мм автомата. В ходе войны оба корабля получили новые модели радиолокаторов. К 1942 году корабли получили по восемь 20-мм автоматов и ещё по два «чикагских пианино». В 1942 году вместо 28-мм автоматов были установлены счетверённые «Бофорсы». Количество самолётов было сокращено до двух, правая катапульта была снята. Были установлены два резервных дизель-генератора, которые имели мощность по 100 кВт.

## Служба

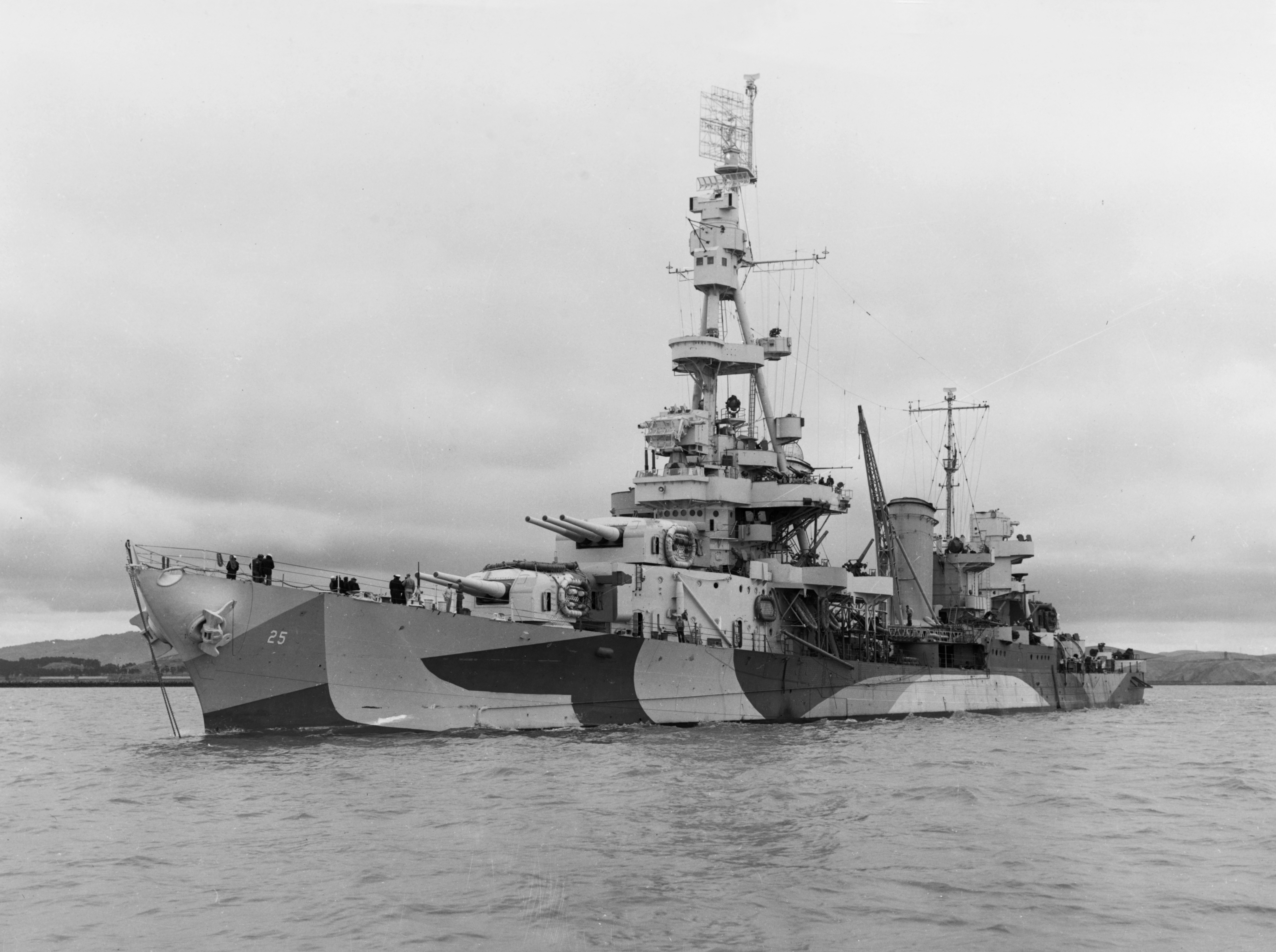
Тяжёлый крейсер «Солт-Лейк-Сити»

«Пенсакола» — заложен 27 октября 1926 г., спущен 25 апреля 1929 г., вошёл в строй 6 февраля 1930 г.
«Солт-Лейк-Сити» — заложен 9 июня 1927 г., спущен 23 января 1929 г., вошёл в строй 11 декабря 1929 г.

## Оценка проекта
После установки дополнительного вооружения и оборудования, первоначальная избыточная остойчивость превратилась в плюс — корабли не нуждались в дополнительном балласте.
| Сравнительные ТТХ тяжёлых крейсеров первого поколения | Сравнительные ТТХ тяжёлых крейсеров первого поколения | Сравнительные ТТХ тяжёлых крейсеров первого поколения          | Сравнительные ТТХ тяжёлых крейсеров первого поколения | Сравнительные ТТХ тяжёлых крейсеров первого поколения | Сравнительные ТТХ тяжёлых крейсеров первого поколения | Сравнительные ТТХ тяжёлых крейсеров первого поколения |
| Основные элементы                                     | «Тренто»                                              | «Дюкень»                                                       | «Кент»                                                | «Пенсакола»                                           | «Фурутака»                                            | «Мёко»                                                |
| ----------------------------------------------------- | ----------------------------------------------------- | -------------------------------------------------------------- | ----------------------------------------------------- | ----------------------------------------------------- | ----------------------------------------------------- | ----------------------------------------------------- |
| Водоизмещение, стандартное/полное, т                  | 10 334/13 334                                         | 10 160/12 435                                                  | 9750/13 400                                           | 9243/11 697                                           | 8100/9433                                             | 10 980/14 194                                         |
| Энергетическая установка, л. с.                       | 150 000                                               | 120 000                                                        | 80 000                                                | 107 000                                               | 102 000                                               | 130 000                                               |
| Максимальная скорость, узлов                          | 36                                                    | 34                                                             | 31,5                                                  | 32,5                                                  | 34,5                                                  | 35,5                                                  |
| Дальность плавания, миль на скорости, узлов           | 4160 (16)                                             | 5500 (15)                                                      | 10 400 (14)                                           | 7460 (14) 7020 (15) 6640 (16)                         | 7900 (14)                                             | 7000 (14)                                             |
| Артиллерия главного калибра                           | 4×2 — 203-мм                                          | 4×2 — 203-мм                                                   | 4×2 — 203-мм                                          | 2×3 и 2×2 — 203-мм                                    | 6×1 — 200-мм                                          | 5×2 — 200-мм                                          |
| Универсальная артиллерия                              | 8×2 — 100-мм                                          | 8×1 — 75-мм                                                    | 4×1 — 102-мм                                          | 4×1 — 127-мм                                          | 4×1 — 76-мм                                           | 6×1 — 120-мм                                          |
| Лёгкая зенитная артиллерия                            | 4×1 — 40-мм, 4×2 — 13,2-мм                            | 8×1 — 37-мм, 6×2 — 13,2-мм                                     | 4×1 — 40-мм                                           | нет                                                   | 4×1 — 40-мм                                           | нет                                                   |
| Торпедное вооружение                                  | 2×3 — 533-мм ТА                                       | 2×3 — 550-мм ТА                                                | 2×4 — 533-мм ТА                                       | 2×3 — 533-мм ТА                                       | 6×2 — 610-мм ТА                                       | 4×3 — 610-мм ТА                                       |
| Бронирование, мм                                      | Борт — 70, палуба — 50, башни — 80, рубка — 100       | Борт — нет, палуба — нет, погреба — 30, башни — 30, рубка — 30 | Борт — 25, палуба — 35, башни — 25, рубка — нет       | Борт — 63—102, палуба — 45, башни — 63, рубка — 32    | Борт — 76, палуба — 35, башни — 25, рубка — нет       | Борт — 102, палуба — 32-35, башни — 25, ПТП — 58      |
| Экипаж, чел.                                          | 723                                                   | 605                                                            | 685                                                   | 631                                                   | 625                                                   | 764                                                   |